# Кимпул-Дрепт
Кимпул-Дрепт (рум. Cîmpul Drept) — село в Леовському районі Молдови. Входить до складу комуни, адміністративним центром якої є село Сереціка-Ноуе.